# ستايسي إي. بيكرينغ
ستايسي إي. بيكرينغ (بالإنجليزية: Stacey E. Pickering)‏ هو سياسي أمريكي، ولد في 12 يوليو 1968 في لاوريل في الولايات المتحدة. حزبياً، نشط في الحزب الجمهوري. وقد انتخب مجلس شيوخ ولاية مسيسيبي وانتخب مدقق حسابات ولاية مسيسيبي ‏ وانتخب عضو مجلس ولاية مسيسيبي.